# Famille Rogon
Pour les articles homonymes, voir Rogon.
Cette page explique l’histoire ou répertorie les différents membres de la famille Rogon.
La famille Rogon est une famille subsistante de la noblesse française, d'ancienne extraction chevaleresque, originaire de Bretagne, évêché de Saint-Brieuc.

## Noblesse
La famille est maintenue noble le 19 janvier 1669 et en 1702 ; elle est reçue aux Honneurs de la Cour pour la branche éteinte des Rogon de La Bintinaye le 8 juin 1785,.
Elle a été admise à l'ANF en 1993

## Filiation

### Descendance de Pierre Rogon x Julienne Piron
- Pierre Rogon épouse en 1380 Julienne Piron[3].
  - Guillaume Rogon épouse en 1430 Guillemette de Plorec.
    - Jacques Rogon épouse Catherine de La Chertaye.
      - Bertrand Rogon épouse Anastase de La Marche.
        - Jacques Rogon, seigneur de la Ville-Rogon, de la Citaie et de la Salle, écuyer, à l'origine de la branche. Il épouse en 1557 Adrienne Lenfant, dame de la Tandourie.
          - François Rogon, écuyer, sieur de la Cithaie. Il épouse Guyonne de la Vallée.
            - Marc Rogon épouse Jeanne Fraval, dame de Crénihuel.
              - Jean Rogon (1638-1665) épouse à Saint-Dolay (Morbihan), Renée de la Lande, dame du Hirel[4].
                - Jeanne Rogon (1660- ) épouse Jacques de Saint-Aubin le 20 mars 1676 à Nantes (Saint-Donatien)[5].

          - Pierre Rogon (1557- ), épouse en 1580 Marguerite Le Gualès, dame de Kercaradec.
            - Louis Rogon ( -1651), écuyer, seigneur de la Ville-Rogon, de Kercaradec, du Plessis et de Kerfeillen épouse en 1620 Françoise le Gualez, dame de Kéryvon, veuve d’Amauri de Kerguesai, seigneur de Kermorvan.
              - Louis Rogon ( -1676), écuyer, seigneur de Carcaradec, inspecteur des Haras en 1669, capitaine gouverneur de la ville de Lannion en 1671. Il épouse Jeanne du Boisgelin.
                - Louis Rogon (1660-1708), écuyer, seigneur de Carcaradec, gouverneur de Lannion. Il épouse en 1687 Jacquette de la Haie.
                  - Louis Jean Rogon (1689-1718), écuyer, seigneur de Carcaradec. Il épouse en 1711 Barbe Françoise Éléonore Nicol.
                    - Louis Jean Rogon de Carcaradec (1713-1745), page du roi dans la Petite Écurie en 1729. Il épouse Marie Catherine Emilie du Breil du Pontbriand.
                      - Annibal Rogon de Carcaradec (1736-1774), chevalier de Keryvon. Il épouse en 1756 Renée Geneviève du Coëtlosquet .
                        - René Louis Rogon de Carcaradec (1757-1788), chevalier. Il épouse en 1779 Georgette Louise Prudence de la Haye de Plouër.
                          - François Louis Jean Rogon de Carcaradec (1781-1850), député, maire de Lannion. Il épouse en 1802 Louise Henry de Beauchamps
                            - Adolphe Rogon de Carcaradec (1804-1880) épouse en 1836 Marie Victoire Euphrosine Hay des Nétumières.
                              - Anatole Rogon de Carcaradec (1837-1896) épouse en 1872 Marie de La Fontaine de Follin.
                                - Anatole Rogon de Carcaradec (1885-1961) épouse en 1917 Yvonne Frontin des Buffards.
                                  - Patrick Rogon de Carcaradec (1919-1972)[6]. Il épouse[7] en 1951 Anne de Dampierre d'Ollone (1924-2011)[8].
                                    - Geoffroy Rogon de Carcaradec (1953)[7]. Diplômé de l'ESSEC, châtelain de Maurepart, il épouse Myriam d'Andigné, adjointe au maire de Doué-en-Anjou[9]. De ce mariage naissent Laure (1977-1977)[10], Aude (1978), Florence (1982) épouse Robert de Loture[11], Patrick (1983-2003)[12] et Guillaume (1991)[13].

                                  - Hervé Rogon de Carcaradec (1921-1984)[14]. Il  épouse[7] Nadèje de Guerre (1924-2020)[15],[16].
                                    - Gérald Rogon de Carcaradec (1945-2019)[17],[18]. Châtelain de Kerivon, il épouse Manuela Meyneng[13] puis Christine Adams[19]. Du mariage avec Manuela Meyneng, naissent Thibaut (1977) et Jean (1979)[13].
                                    - Roland Rogon de Carcaradec (1947-2017)[20]. Il épouse Véronique de Ponton d'Amécourt. De ce mariage, naissent Pierre (1983), Morgane (1985) et Paul (1988)[13].

                          - Marie Gertrude Prudence Rogon de Carcaradec (1783-1850) épouse Jean-Félix du Marhallac'h, député, chevalier de Saint-Louis et de la Légion d'honneur.
                            - Auguste du Marhallac'h (1803-1891), député, vicaire général du diocèse de Quimper et Léon.
                            - Marie Caroline du Marhallac'h (1810-1863) épouse Louis de Carné, académicien.
                            - Marie Augustine du Marhallac'h (1823-1868) épouse Pierre-Paul de La Grandière, amiral.

                      - Louis Marie Théodore Rogon de Carcaradec (1758-1795), capitaine, aide major de Lannion, fusillé à la suite de l'expédition de Quiberon[21].
                      - Hyacinthe Marie Felix Madelaine Rogon de Carcaradec (1759-1795), lieutenant de vaisseau de Lannion, fusillé à la suite de l'expédition de Quiberon[21].
                      - Armand Marie Louis Rogon de Carcaradec (1763-1795), lieutenant de vaisseau de Lannion, fusillé à la suite de l'expédition de Quiberon[21].

                    - Louis Joseph Marie Rogon de Carcaradec (1742-1802)

    - Jean Rogon, seigneur du Bois-Rogon. Il épouse Jeanne Helleguen.
      - Pierre Rogon, seigneur du Bois-Rogon. Il épouse Marguerite Le Picart.
        - Pierre Rogon, seigneur de La Ville-Hingant. Il épouse Françoise de Launay.
          - Jean Rogon ( -1612), sieur de Kermartin et Couesquel. Il commande les troupes du château de Blain pour la Ligue en 1593. Il épouse Olyme de Besné, dame de Kermartin.
            - Jacques Rogon (1593- ), sieur de Kermartin. Il épouse Renée Gibon, dame de Quehellec.
              - Alexandre Rogon (1620- ), chevalier, seigneur de Beaubois (Drefféac). Il épouse Marie Le Guennec, dame de Beaubois, en 1675[22].
                - Jérôme/Hyérosme Rogon (1644-1681), chevalier, seigneur de Beaubois (Drefféac) en 1681, de Bodiau Pontchâteau et Crossac en 1666. Il épouse Jeanne Judith Picquet de La Motte.
                  - Judith Hyéronime Rogon (1676-1756), dame de Beaubois, épouse en 1713 René de Lopriac, marquis de Coëtmadeuc[23].

                - Antoinette Rogon de Beaubois épouse Claude Leborgne, seigneur de Vigneux[24], puis en second mariage de Paul Cassard, sr de la Joue, Juge criminel et maire de Nantes[25].

            - Jean Rogon (1602-1673), écuyer , seigneur des Gaultrais et de La Boucelaye. Il épouse Marguerite Moisan.
              - Joseph Rogon (1661-1710), seigneur de Crossac et de Bratz. Il épouse Michelle Olive Boux.
                - Marie Rogon (1695-1735), dame de Crossac. Elle épouse Luc Julien Le Sénéchal, seigneur de Kerguisé[26].

Nota : depuis le début du XXe siècle, les porteurs du nom « Rogon de Carcaradec » se font appeler « de Carcaradec », bien que leur nom officiel soit « Rogon de Carcaradec ».

### Descendance de Jean Rogon x Anne Le Berruyer
- Jean Rogon, seigneur de La Ville-Bargouët (vers 1445- ), écuyer. Il épouse Anne Le Berruyer. D'où la descendance suivante[29].
  - Gilles Rogon, seigneur de La Ville-Bargouët (vers 1471- ). Il épouse Charlotte Egasse Rouxel, Dame de Trégot.
    - Bertrand Rogon, seigneur de La Ville-Bargouët (vers 1500- ). Il épouse Françoise Colas.
      - Alain Rogon, seigneur de La Ville-Bargouët (1532). Il épouse en 1558 Marguerite de Bréhand, dame héritière de La Plesse.
        - Julien Rogon (1554- ), seigneur de La Ville-Bargouët. Il épouse Françoise Visdelou.
          - Gilles Rogon ( -1635), écuyer, seigneur de La Ville-Bargouët. Veuf de Isabeau du Gripon, dame de Launay, il épouse en 1620 Anne de Triac.
            - François Rogon, sieur des Hayes.

        - Jacques Rogon (1555-1627), seigneur de la Guérande et de Belestre[30]. Il épouse Catherine Guynement, dame du Bois-Rogon.
          - Marguerite Rogon ( -1637), dame de Bélestre. Elle épouse Gilles de Chateaubriant (1570-1642), seigneur de La Guérande[31].

### Non rattachés
- Philippe Rogon, Seigneur de Cadouzan, Vente de 2 œillets de marais au Seigneur du Drezeuc en 1536[32].
- Julien Rogon, seigneur de Cardouzan, appelé à l'arrière-ban de Nantes en 1577.
- Jacques Rogon, Seigneur de Trofiguet, aveu de 1540[33].

## Alliances
Les principales alliances de la famille Rogon de Carcaradec sont : de Dampierre, de Guerre, de Ponton d'Amécourt, d'Andigné, de Quatrebarbes, de Lille de Loture.

## Blason
|  | Famille Rogon, D'azur à 3 roquets d'or. |

## Charges ecclésiastiques - Montre de Saint-Brieuc
- Gilles Rogon de la Ville-Bargouët, porteur d'une brigandine et comparaît armé d'une vouge. La Bouillie
- Guillaume Rogon, porteur d'une brigandine et comparaît armé d'une jusarme. La Bouillie
- Jehan Rogon, porteur d'une brigandine et comparaît armé d'une jusarme. La Bouillie
- Jean Rogon, seigneur de Bois-Rogon, porteur d'une brigandine et comparaît en archer. Plurien

## Seigneuries et terres
Seigneries et terres de la famille Rogon :
- Seigneur de Beaubois, Terre et Seigneurie, Haute justice, Drefféac de 1675 à 1713[26].
- Seigneur de Bellebat, Terre, Crossac en 1681.
- Seigneur du Bodiau, Pontchâteau
- Seigneur du Bois de Langle, Crossac en 1666.
- Seigneur du Bois-Morin, Corseul
- Seigneur du Bois-Rogon, Plurien
- Seigneur de Cadouzan, Saint-Dolay en 1557.
- Seigneur de Carcaradec, Ploulec'h
- Seigneur de la Chesnaye, La Bouillie
- Seigneur de la Cithaie,
- Seigneur de Coaguel, Corseul
- Seigneur de Coëtquis, Servel
- Seigneur de Crossac, Terre et Seigneurie, achetée en 1666 à Pierre Loisel, Encore dans la famille en 1726. Château seigneurial du Bois de Langle[26].
- Seigneur du Frétay, Ploulec'h
- Seigneur des Gautrais, Ploulec'h
- Seigneur de la Gravelle, Saint-Gildas-des-Bois
- Seigneur de la Guittenais, Guenrouët
- Seigneur des Hayes, Corseul
- Seigneur de Kerfeillen,
- Seigneur de Kermartin, Corseul
- Seigneur de Kersaliou, Pommerit-Jaudy depuis 1676.
- Seigneur de Kertanguy, Corseul
- Seigneur de Keryvon, Buhulien en  1620.
- Seigneur du Parc, Corseul
- Seigneur du Pezron, Saint-Dolay
- Seigneur de la Pironnais, Cesson
- Seigneur de la Plesse ou du Plessis, Corseul
- Seigneur de la Porte Verte, Ploulec'h
- Seigneur de Portz-Jézégou, Saint-Michel-en-Grève de 1631 à 1788.
- Seigneur de Saint Rieu, Corseul
- seigneur de la Salle, Plurien
- Seigneur de la Sourdinais, Terre, Drefféac en 1684 à Jérome Rogon[35].
- Seigneur de la Tandourie, Corseul du XVIe au XVIIe siècle.
- Seigneur du Tertre-Rogon, Morieux de 1569 à 1677.
- Seigneur de Tréméleuc, Terre, Guérande Saint-Lyphard en 1540 à Jeanne Rogon[35].
- Seigneur de Trofiguet, Guérande. Manoir et Métairie, Basse et Moyenne justice. En 1540 à Jacques Rogon.
- Seigneur de la Verdure, La Bouillie en 1460 à Jean Rogon.
- Seigneur de la Villebargouet, La Bouillie de 1460. En 1481 à Gilles Rogon. En 1536 à Bertrand Rogon.
- Seigneur de la villebinguant, Ploulec'h
- Seigneur de la Ville-Guesio, Corseul
- Seigneur de la Villeon, Corseul
- Seigneur de la Ville-Rogon, Erquy
- Seigneur de la Villeroux, Corseul

## Pour approfondir